# Bursztynka pospolita
Bursztynka pospolita (Succinea putris) – gatunek lądowego ślimaka z rodziny bursztynkowatych (Succineidae). Żyje w wilgotnych siedliskach Europy i północnej Azji, na liściach roślin, często trzciny i tataraku.

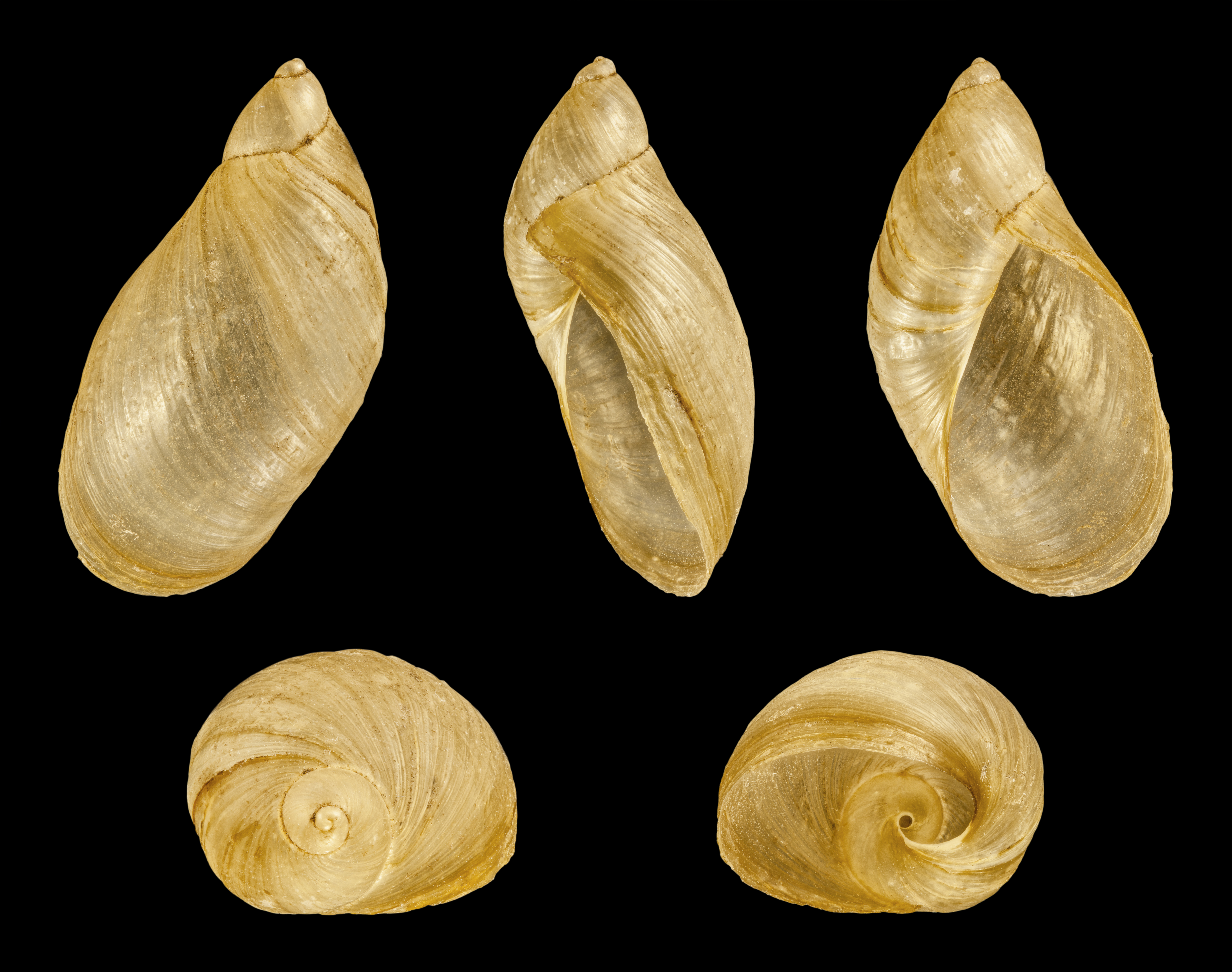
Muszla

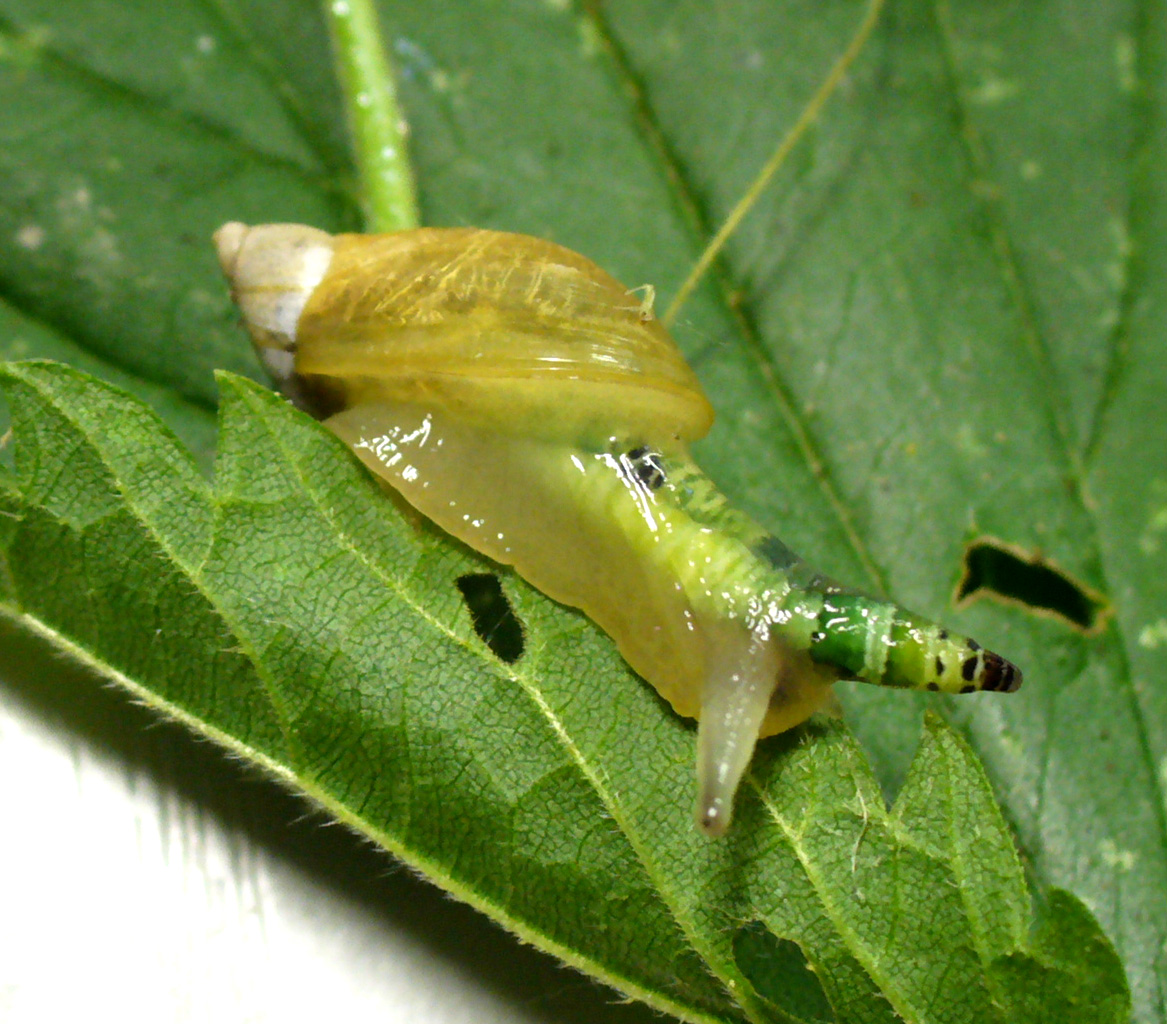
Bursztynka pospolita spasożytowana przez Leucochloridium paradoxum

Muszla przezroczysta, bursztynowego koloru, do której zwierzę nie może się schować całkowicie. W razie potrzeby wystająca część ciała otaczana jest błonką z wysychającego śluzu. Ostatni skręt muszli znacznie rozdęty, otwór szeroko jajowaty, wyższy niż połowa muszli. Jej wysokość waha się od 15 do 23 mm, a szerokość od 8 do 11 mm.
Niektóre osobniki bywają spasożytowane przez larwy przywry Leucochloridium paradoxum lokujące się, w znacznie wtedy powiększonym czułku ślimaka (czasami zajęte są oba czułki). Larwy te charakterystycznie „pulsują”, kurczą się i prostują, a wtedy pokazują przeświecające przez ciało ślimaka dość jaskrawe, zielone i białe obszary swego ciała. Przypomina to nieco ruch gąsienicy i ma przywabić ptaki typu pokrzewki. Dziobią one czułki i zjadają, a w ich ciele rozwija się postać dorosła przywry. Wydalane jaja przywry trafiają na liście, gdzie są zjadane przez kolejne ślimaki.